# Crescêncio II
Crescêncio II, o Jovem (? - 998) era natural de Roma e filho de Crescêncio I.
As aspirações da aristocracia romana não desapareceram com a morte de Crescêncio I. Depois da morte do antipapa Bonifácio VII, Crescêncio II assumiu as rédeas do poder em Roma. As  circunstâncias eram-lhe favoráveis. O imperador Otão III era ainda uma criança e a mãe, a imperatriz Teofânia Escleraina, apesar de enérgica, estava longe de Roma. Crescêncio II tomou o título de Patricius Romanorum, querendo dizer que era ele quem governava Roma, embora não totalmente independente da autoridade imperial.
É possível que a eleição do Papa João XV, que sucedeu ao antipapa Bonifácio VII, tenha contado com o apoio de Crescêncio II, mas são pouco conhecidas as circunstâncias desta eleição. Em alguns documentos oficiais da época, emitidos pelo papa, o nome de Crescêncio e o seu título aparecem ao lado do do papa, o que parece confirmar que Crescêncio continuava a exercer a sua autoridade sem oposição. Quando a Teofânia visitou Roma, comportou-se como imperatriz e soberana, deixando Crescêncio numa posição subalterna.
Entretanto o jovem imperador Otão III assumiu o poder e, em 996, viajou para Itália, aparentemente respondendo aos apelos do papa João XV. Mas a morte deste, em princípios de Abril de 996, aconteceu antes do imperador chegar a Roma. Como líder dos romanos, Crescêncio enviou ao imperador, que se encontrava em Ravena, uma delegação pedindo que apresentasse um candidato a sucessor do papa falecido. Após uma consulta com os seus conselheiros, Otão III escolhe o seu primo Bruno, de apenas vinte e três anos, que parecia ter as qualificações necessárias. No início de Maio foi consagrado em Roma como Gregório V e a 21 de Maio coroou Otão III na Basílica de São Pedro.
A 25 de Maio o novo papa e o imperador reunem um sínodo, que era ao mesmo tempo um tribunal. Os romanos rebeldes, incluindo Crescêncio, que tinham amargurado o pontificado do papa João XV, foram convocados para prestarem contas das suas acções. Alguns, entre eles Crescêncio, foram condenados ao exílio. Mas o Papa Gregório V, que desejava começar o seu pontificado com actos de misericórdia, intercedeu junto do imperador e a sentença de Crescêncio foi anulada. No entanto, apesar de autorizado a residir em Roma, foi-lhe retiado o título que usava.
A clemência mostrada pelo papa para com Crescêncio teve como resposta actos de violência. Alguns meses depois da partida de Otão III, uma revolta irrompeu em Roma, sob o comando de Crescêncio. A presença de um papa e oficiais estrangeiros nos Estados Pontifícios eram ofensivos para os romanos. A rebelião foi tão bem sucedida que o papa teve que fugir em setembro de 996, acompanhado por apenas alguns seguidores. Em fevereiro de 997, já em Pavia, o papa convoca um sínodo e pronuncia uma sentença de excomunhão contra Crescêncio. Este, longe de se preocupar com a sentença do papa, nomeia um antipapa, Filagato, bispo de Piacenza, que tinha acabado de chegar de uma embaixada a Constantinopla representando Otão III. De origem grega, conseguira o episcopado graças à imperatriz Teofânia, mas não parece ter hesitado em aceitar o novo cargo. Em abril de 997 ele tomou o nome de João XIV.
Mas, em fevereiro de 998, Otão III regressa a Roma com o papa Gregório V e toma a cidade sem dificuldade. O antipapa tenta fugir, enquanto Crescêncio se refugia no Castelo de Santo Ângelo. O infeliz João XVI foi logo capturado pelas forças do imperador; cortaram-lhe o nariz e as orelhas e arrancaram-lhe os olhos e a língua, fazendo-o ainda passear montado num burro virado para trás. Escapou com vida graças à intervenção de São Nilo e viveu até 1013.
Em finais de Abril o Castelo de Santo Ângelo foi tomado. Crescêncio foi feito prisioneiro e o seu corpo pendurado numa forca no Monte Mário. Mais tarde os seus restos mortais foram enterrados na igreja de S. Pancrácio, no Janículo.